# Конгоанска видра без канџи
Конгоанска видра без канџи (лат. Aonyx congicus) је сисар из породице куна (Mustelidae). 

## Распрострањење
Ареал конгоанске видре без канџи обухвата већи број држава у средњој Африци. 
Врста се може наћи у Камеруну, Анголи, Централноафричкој Републици, Екваторијалној Гвинеји, Габону, Гвинеји, Руанди, Уганди, Конгу и ДР Конгу. Присуство у Нигерији и Бурундију је непотврђено.

## Станиште
Станишта врсте су шуме, мочварна подручја и плавна подручја, као и слатководна подручја до 2.200 метара надморске висине.

## Угроженост
Ова врста је наведена као скоро угрожена. Она има широко распрострањење и честа је.